# Presidentvalet i Albanien 2017
Presidentval hölls i Albanien 19, 20, 27 och 28 april 2017. I den första till tredje omgången lyckades parlamentet inte enas om en kandidat och ingen omröstning ägde rum. Inför den fjärde omgången nominerades Ilir Meta (partiledare för Socialistiska rörelsen för integration, LSI) till president. Presidentkandidaturen stöddes av hans eget parti samt parlamentets största parti Albaniens socialistparti under ledning av Edi Rama. Oppositionen valde att ej rösta i presidentvalet. I den fjärde omgången segrade Ilir Meta efter att ha vunnit 87 ja-röster mot 2 nej och 51 avstående. Därmed utsågs Meta till president och han tillträder 24 juli 2017.

## Process
Presidenten väljs var femte år genom en sluten omröstning i landets församling. Kandidaten måste vinna 3/5-majoritet av parlamentsledamöternas röster. Om majoritet inte nås i runda ett hålls en ny omröstning inom 7 dagar från den första. Om majoritet fortfarande inte erhålls hålls en tredje omgång inom ytterligare senast 7 dagar. Om majoritet inte erhålls efter tre omgångar måste en fjärde och femte omgång äga rum inom 7 dagar från den tredje. I de sista två omgångarna minskas majoritetskravet till absolut majoritet (det vill säga 50% + 1 röst av det totala antalet parlamentsledamöter). Om man fortfarande inte skulle ha utsett en president efter 5 omgångar upplöses enligt konstitutionen parlamentet och ett nytt parlamentsval måste hållas inom 60 dagar från den sista presidentvalsomgången.

## Resultat
| Första omgången (19 april) | Inga kandidater | —   | Ingen omröstning | Ingen omröstning | Ingen omröstning | Ingen omröstning |
| Andra omgången (20 april)  | Inga kandidater | —   | Ingen omröstning | Ingen omröstning | Ingen omröstning | Ingen omröstning |
| Tredje omgången (27 april) | Inga kandidater | —   | Ingen omröstning | Ingen omröstning | Ingen omröstning | Ingen omröstning |
| Fjärde omgången (28 april) | Ilir Meta       | LSI | 87               | 62,14%           | 53               | 53               |
| Totalt                     |                 |     | 140              | 100%             |                  |                  |
| Källa:                     |                 |     |                  |                  |                  |                  |